# 모리 요스케
모리 요스케(일본어: 森 洋介, 1985년 7월 25일 ~ )는 일본의 전 축구 선수이다.

## 구단 경력
과거 FC 기후에서 활동하였다.